# Фролова, Мария Юрьевна
Мария Юрьевна Фролова (до 2013 года — Попова; 1 ноября 1986, Новотроицк) — российская волейболистка, доигровщица красноярского «Енисея», игрок сборной России (2017), мастер спорта.

## Биография
Мария Попова начинала заниматься волейболом в ДЮСШ № 1 города Новотроицка. В 2002 году переехала в Уфу. На протяжении девяти сезонов выступала за местную команду «Прометей» (с 2009 года — «Уфимочку»-УГНТУ) в высшей лиге «А» чемпионата России.
В 2011 году перешла в красноярскую «Юность» и в сезоне-2011/12 помогла команде завоевать серебряные медали первенства высшей лиги «А» и право на возвращение в Суперлигу. По итогам следующего сезона красноярская команда, сменившая название на «Енисей», не смогла сохранить прописку в сильнейшем дивизионе, но её лидер Мария Попова вошла в десятку лучших игроков чемпионата на приёме и подаче, заняла десятое место в списке самых результативных игроков регулярного сезона (310 очков в 22 матчах) и в июне 2013 года получила приглашение от чемпиона страны — казанского «Динамо».
В 2014 году Мария Фролова в составе казанской команды стала серебряным призёром Кубка России, победительницей Лиги чемпионов, клубного чемпионата мира в Цюрихе и национального первенства.
Сезон-2014/15 Мария Фролова полностью пропустила, а осенью 2015 года возобновила карьеру после рождения дочери и вновь стала выступать за «Енисей». Практически сразу после возвращения Мария Фролова выиграла с командой из Красноярска Кубок Сибири и Дальнего Востока, а в чемпионате России, по итогам которого «Енисей» занял 7-е место, показала лучшую среди всех игроков статистику на приёме и имела третий результат по количеству эйсов. Ещё более успешно сложился сезон-2016/17, а его кульминацией стала одержанная в упорнейшей борьбе победа над «Уралочкой» в серии матчей за бронзу чемпионата России. Капитан «Енисея» Мария Фролова и её подруги по команде Екатерина Ефимова, Алла Галкина и Анна Лазарева получили вызов в сборную России.
Первый официальный матч за национальную команду под руководством Владимира Кузюткина Мария Фролова провела 31 мая 2017 года в Осиеке против сборной Австрии в рамках второго раунда европейского отборочного турнира чемпионата мира-2018. В июне того же года она стала серебряным призёром Кубка Бориса Ельцина, а затем приняла участие в Мировом Гран-при, Всемирном Кубке чемпионов и чемпионате Европы.
В сезоне-2019/20 выступала за «Ленинградку», а по его окончании вернулась в «Енисей».

## Достижения
- Чемпионка России (2013/14), бронзовый призёр чемпионата России (2016/17).
- Серебряный призёр Кубка России (2013, 2017, 2018).
- Обладательница Кубка Сибири и Дальнего Востока (2012, 2015, 2016).
- Победительница Лиги чемпионов (2013/14).
- Победительница клубного чемпионата мира (2014).
- Серебряный призёр Кубка Бориса Ельцина (2017).

Индивидуальные призы
- Лучшая подающая «Финала четырёх» Кубка России (2017).
- Лучшая нападающая «Финала четырёх» Кубка России (2018).

## Личная жизнь
Окончила Уфимский государственный нефтяной технический университет.
В 2013 году вышла замуж за волейболиста Андрея Фролова. В 2015 году родила дочь Анастасию.